# Kpinga
El Kpinga (també anomenat Hunga Munga) era un ganivet multifulla i llancívol utilitzat pels Zandes de Nubia. Mesurava unes 22 polzades (55,8 cm) de llargària i tenia tres fulles de formes variades que es projectaven en angles diferents per poder maximitzar el dany a l'enemic. Es diu que la fulla de la part inferior estava destinada a semblar-se al penis d'un home. Van ser produïts sota el patrocini del poderós clan Avongara; eren considerats símbols d'estatus i només podien ser distribuïts a guerrers professionals. El kpinga formava part de la dot que el nuvi havia de pagar a la família de la núvia.
Els soldats en portaven tres o quatre per una batalla, amagats darrere dels seus escuts. Normalment els llençaven a 30 peus de l'enemic.